# یارآباد
یارآباد ، روستایی از توابع بخش مرکزی شهرستان دلفان در استان لرستان ایران است.

## زبان
مردم محلی روستا به زبان شیرین لکی صحبت می‌کنند.

## امکانات
- دو مدرسه ابتدایی و راهنمایی در دو شیفت صبح و عصر.
- خانهٔ بهداشت سلامت.
- مسجد
- جاده آسفالت ک طی سال ها تخریب شده
- آب، برق، گاز (متأسفانه به دلیل خشکسالی‌های اخیر مردم روستا در تأمین آب شرب دچار مشکل شده‌اند)
- ایستگاه اتوبوس در دو شیفت صبح و عصر
- ضعف اینترنت و آنتن
- نداشتن سطل زباله
- نداشتن اسم برای کوچه و خیابان
- نداشتن پست بانک
- نداشتن خودپرداز
- نداشتن امکانات ورزشی
- نداشتن دبیرستان

## شغل و پیشه
مانند اکثر روستاهای ایران شغل اصلی مردمان آن کشاورزی و دامداری و کارگری در شهرهای غریب می‌باشد
در چند سال اخیر به دلیل بارش کم باران و خشک سالی دامداران ییلاق قشلاق انجام می‌دهند، و جوانان بیشتری به کارگری مشغول گشته‌اند که متأسفانه مسئولین برای بهبود وضعیت معیشت مردم روستا اقدامات مؤثری انجام نداده‌اند.

## جمعیت
این روستا در دهستان میریگ جنوبی قرار دارد و براساس سرشماری مرکز آمار ایران در سال۱۴٠۲جمعیت آن بیشتر ۴هزار نفر می‌باشد و خانوارهای ساکن در آن از۸٠٠ خانوار بیشتر است.
اما در حال حاضر بعد از تحریم مجدد ایران در سال ۱۳۹۶ توسط کشورهای غربی وضعیت معیشتی مردم روستا اسفناک شد و خانواده‌های زیادی از این روستا به شهرهای پر جمعیت نظیر تهران و قم مهاجرت کردند، که موجب کاهش چشمگیر جمعیت این روستا شده‌است.